# Canon HF11
Le Canon HF11 est un caméscope Full HD 1920x1080 en AVCHD 24 Mbit/s qui enregistre sur carte mémoire SDHC ou sur sa mémoire flash intégrée de 32 Go, c'est-à-dire le double de son prédécesseur le HF10.
Les accessoires pour le HF11 sont ceux disponibles pour le HF10.
Ce caméscope est disponible à l'achat depuis septembre 2008.